# Jaroslav Jašek
Jaroslav Jašek (29. března 1946 – 5. září 2010) byl československý reprezentant v orientačním běhu. Jeho největším úspěchem je bronzová medaile ze štafetového závodu mistrovství světa v roce 1970, kterou vybojoval spolu s Zdeňkem Lenhartem, Bohuslavem Beránkem a Svatoslavem Galíkem, přičemž to byla vůbec první medaile z mistrovství světa v orientačním běhu pro Československo.

## Sportovní kariéra

### Umístění na MS
| Mistrovství světa v orientačním běhu | Mistrovství světa v orientačním běhu | Mistrovství světa v orientačním běhu |
| Rok                                  | Klasika                              | Štafety                              |
| ------------------------------------ | ------------------------------------ | ------------------------------------ |
| Friedrichsroda 1970                  | 15. místo                            | 3. místo                             |
| Staré Splavy 1972                    | 31. místo                            | 4. místo                             |
| Viborg 1974                          | 39. místo                            |                                      |

### Umístění na MČSR
| MČSR 1966 | H20 - junioři | 7. místo  |           |  | Rapid Bratislava   |
| MČSR 1967 | H20 - junioři | 7. místo  |           |  | Rapid Bratislava   |
| MČSR 1969 | H21 - muži    | 30. místo |           |  | Rapid Bratislava   |
| MČSR 1970 | H21 - muži    | 5. místo  |           |  | Rapid Bratislava   |
| MČSR 1971 | H21 - muži    | 15. místo |           |  | Rapid Bratislava   |
| MČSR 1972 | H21 - muži    | 7. místo  |           |  | Rapid Bratislava   |
| MČSR 1973 | H21 - muži    | 11. místo |           |  | Rapid Bratislava   |
| MČSR 1974 | H21 - muži    | 24. místo |           |  | VSK VŠB TU Ostrava |
| MČSR 1975 | H21 - muži    | 7. místo  | 15. místo |  | VSK VŠB TU Ostrava |
| MČSR 1976 | H21 - muži    | 7. místo  |           |  | VSK VŠB TU Ostrava |
| MČSR 1977 | H21 - muži    | 10. místo |           |  | VSK VŠB TU Ostrava |
| MČSR 1978 | H21 - muži    | 16. místo |           |  | VSK VŠB TU Ostrava |
| MČSR 1979 | H21 - muži    | 7. místo  | 34. místo |  | VSK VŠB TU Ostrava |